# Shinken
La paraula shinken significa, literalment, espasa real. En els últims anys, la proliferació de fàbriques de katanes a nivell mundial ha dictat que el terme faça referència a qualsevol sabre samurai amb fil encara que no provinga del Japó. En l'actualitat, el terme més popular per a referir-se a les katanes fetes de manera tradicional és nihonto (literalment espasa japonesa). No obstant això, abans de l'esclat de producció massiva de katanes, el terme shinken s'utilitzava al Japó per a fer referència als sabres forjats de manera tradicional a partir d'acer Tamahagane, creat en una tatara per a diferenciar-los d'aquells fabricats en sèrie durant la Segona Guerra Mundial (o gunto, que literalment significa espasa de guerra). El sorgiment de fàbriques com Casiberia i Cheness va obligar els col·leccionistes a utilitzar el terme shinken al parlar de les katanes amb fil viu per a diferenciar-les dels iaitos, espases d'acer sense fil que s'utilitzen per a la pràctica.